# Коптев, Юрий Николаевич
Ю́рий Никола́евич Ко́птев (Род. род. 13 марта 1940, Ворошиловск) — генеральный директор Российского космического агентства и Российского авиационно-космического агентства в 1992—2004 годах. Профессор, доктор технических наук.

## Образование
- 1957—1960 — курсант Рижского Краснознаменного высшего инженерно-авиационного военного училища им. Ленинского комсомола.
- 1960—1965 — студент Московского высшего технического училища им. Н. Э. Баумана, закончил по специальности «инженер-механик».

## Работа
- 1965—1969 — инженер, инженер-конструктор, начальник бригады Машиностроительного завода имени С. А. Лавочкина.
- 1969—1991 — в Министерстве общего машиностроения СССР (старший инженер, начальник отдела Главного управления, главный инженер — первый заместитель начальника Главного управления, начальник Главного управления — член коллегии, заместитель Министра).
- 1991—1992 — вице-президент корпорации «Рособщемаш».
- 1992—2004 — генеральный директор Российского космического агентства (в 1999 году переименовано в Российское авиационно-космическое агентство).
- 2004—2008 — директор Департамента оборонно-промышленного комплекса Министерства промышленности и энергетики Российской Федерации.
- В ноябре 2004 года избран председателем совета директоров ОАО «Корпорация „Аэрокосмическое оборудование“».
- С мая 2008 года работает в Государственной корпорации «Ростехнологии» (с 23 июля 2014 года — «Ростех») — руководитель Группы советников, член Правления (с 30 июня 2008 года),
- В настоящее время — член правления, председатель Научно-технического совета Государственной корпорации «Ростех», одновременно — председатель Научно-технического совета Государственной корпорации «Роскосмос»
- Входит в наблюдательный совет НОЦ «Инженерия будущего»[1]
- Президент Союза авиапроизводителей России
- Член Межведомственной экспертной комиссии по космосу. Сопредседатель Комитета российско-американской комиссии по экономическому и технологическому сотрудничеству.
- Действительный государственный советник Российской Федерации 1 класса.

## Международные санкции
28 июня 2022 года в связи с продолжающейся агрессией России на Украине был внесен в санкционный список США «против военной машины Путина» как член совета директоров «Ростех». 9 августа 2022 года Коптев попал в санкционный список Канады «близких соратников режима, которые являются соучастниками агрессии российского режима против Украины». Также, по аналогичным основаниям, находится в санкционных списках Украины и Великобритании.

## Награды
- 10 марта 2000 — Орден «За заслуги перед Отечеством» II степени — за большой личный вклад в развитие авиационно-космической промышленности и многолетний добросовестный труд[7]
- 17 января 1996 — Орден «За заслуги перед Отечеством» III степени — за заслуги перед государством, большой личный вклад в подготовку и реализацию Межгосударственного соглашения о сотрудничестве в исследовании и использовании космического пространства в мирных целях, успешное завершение первого этапа российско-американской программы «Мир — Шаттл»[8]
- 2 мая 2024 — Орден Гагарина — за большой вклад в развитие отечественной космонавтики и многолетнюю добросовестную работу[9]
- 11 апреля 2010 — Орден Почёта — за большой вклад в создание специальной техники, укрепление обороноспособности страны и многолетнюю добросовестную работу[10]
- 1990 — Орден Ленина
- 1983 — Орден Октябрьской Революции
- 1976 — Орден Трудового Красного Знамени
- 1970 — Медаль «За трудовую доблесть»
- Медаль «100 лет Военно-воздушным силам»
- Юбилейная медаль «300 лет Российскому флоту»
- 30 июня 2004 — почетное звание «Заслуженный работник ракетно-космической промышленности Российской Федерации» — за заслуги в области ракетно-космической промышленности и многолетний добросовестный труд[11]
- 2002 — почётное звание «Заслуженный деятель науки Российской Федерации»
- 1993 — Государственная премия Российской Федерации
- 29 сентября 1999 — Государственная премия Российской Федерации в области науки и техники — за комплекс работ, выполненных на орбитальной станции «Мир» по российско-американским программам «Мир-Шаттл» и «Мир-НАСА»[12]
- 2011 — Премия Правительства Российской Федерации имени Ю. А. Гагарина в области космической деятельности — за развитие ракетно-космической промышленности, организацию космической деятельности и использования её результатов в интересах науки, обеспечения социально-экономического развития и обороноспособности страны
- 1978 — Государственная премия СССР
- 5 февраля 2002 — Почётная грамота Правительства Российской Федерации — за большой личный вклад в развитие ракетно-космической и авиационной техники, многолетний плодотворный труд и в связи с 10-летием образования Российского авиационно-космического агентства[13]
- 8 апреля 1995 — Почётный знак отличия президента Украины (Украина) — за выдающийся вклад в создание ракетно-космических систем, укрепление международного сотрудничества в космической отрасли[14]
- 22 марта 2000 — Орден «За заслуги» II степени (Украина) — за выдающийся личный вклад в развитие украинско-российского сотрудничества в области освоения космического пространства[15]
- 2003 — Орден Почётного легиона (Франция)
- 2000 — Золотая космическая медаль ФАИ
- 2003 — Государственная премия Украины в области науки и техники
- 2016 — лауреат «Всемирной космической премии»